# 文学理论
文學理論是指詮釋文學與文學批評的相關理論（或哲學）。各種文學理論派別會以不同的方式詮釋理解文學文本，並採用不同的研究方式來看待文學。
文学理论以哲学方法论为总的指导，从理论的高度和宏观的视野上阐明文学的性质、特点和规律，建立起文学的基本原理、概念、范畴以及相关的方法。

## 外部連結
- 張隆溪：〈文學理論的興衰〉 （页面存档备份，存于）（2009年）
- 黄维樑：〈20世纪文学理论：中国与西方 （页面存档备份，存于）〉。